# Hentzia audax
Hentzia audax är en spindelart som beskrevs av Bryant 1940. Hentzia audax ingår i släktet Hentzia och familjen hoppspindlar. Inga underarter finns listade i Catalogue of Life.